# Liga Mistrzów Strongman 2008: Subotica
Liga Mistrzów Strongman 2008: Subotica – indywidualne, drugie w 2008 r. zawody siłaczy z cyklu Ligi Mistrzów Strongman.
Data: 10 maja 2008 r.

Miejsce: Subotica  Serbia

WYNIKI ZAWODÓW:
| Miejsce | Zawodnik               | Kraj      | Punkty            |
| ------- | ---------------------- | --------- | ----------------- |
| 1.      | Žydrūnas Savickas      | Litwa     | 69                |
| 2.      | Ervin Katona           | Serbia    | 65,5              |
| 3.      | Andrus Murumets        | Estonia   | 63,5              |
| 4.      | Agris Kazeļņiks        | Łotwa     | 57,5              |
| 5.      | Stefán Sölvi Pétursson | Islandia  | 48,5              |
| 6.      | Zdeněk Sedmík          | Czechy    | 41                |
| 7.      | Esa Qvintus            | Finlandia | 37,5              |
| 8.      | Władimir Kaliniczenko  | Rosja     | 34                |
| 9.      | Igor Werner            | Niemcy    | 30,5              |
| 10.     | Radojica Marinković    | Serbia    | 30,5              |
| 11.     | Bernd Kerschbaumer     | Austria   | 29,5              |
| 12.     | Jarno Hams             | Holandia  | 20 (kontuzjowany) |
| 13.     | Igor Mitrović          | Serbia    | 13                |